# پانگ چینگ
پانگ چینگ (انگلیسی: Pang Qing؛ زادهٔ ۲۴ دسامبر ۱۹۷۹) اسکیت‌باز نمایشی اهل چین است.